# Македонска династија
Македонска династија је назив за династију царева која је владала Источним Римским (Византијским царством) од 867. до 1056. године, односно након Аморијске династије. Тај период византијске историје карактерише територијалну експанзију, односно највећи опсег територија Царства након муслиманских освајања; у културном смислу га је карактерисало цветање књижевности и уметности због чега се тај период такође понекад назива и Македонска ренесанса. Династија је име добила по свом оснивачу Василију I, односно по томе што је био родом из Македоније. С обзиром да је Василије пореклом био Јермен или Словен, неки од историчара користе и израз Јерменска династија.

## Списак владара
- Василије I Македонац (Βασίλειος Α') (811–886, владао 867–886) - оженио Варјазињу Евдокију Ингерину, љубавницу Михаила III; погинуо у несрећи у лову
- Лав VI Мудри (Λέων ΣΤ') (866–912, владао 886–912) – син Евдокије Ингерине, законити син и наследник Василија I; можда природни син Михаила III
- Александар (Αλέξανδρος) (870–913, владао 912–913) – син Василија I, регент свом нећаку
- Константин VII рођен у Пурпуру (Κωνσταντίνος Ζ') (905-959, владао 913 - 959) – син Лава VI
- Роман I Лекапенос (Ρωμανός Β') (870–948, владао 919–944) – таст Константина VII; ко-цар, покушао основати властиту династију. Свргнули га синови и одвели у манастир
- Роман II рођен у Пурпуру (Ρωμανός Β') (938–963, владао 959–963) – син Констанитна VII
- Нићифор II Фока (Νικηφόρος Β') (912–969, владао 963–969) – успешни војсковођа, оженио удовицу Романоса II, регент Василију;
- Јован I Цимискије (Ιωάννης Α') (925-976, владао 969–976) – успешни војсковођа, љубавник Нићифорове жене, регент за Василија II и Константина VIII
- Василије Бугароубица (Βασίλειος Β') (958–1025, владао 976–1025) – син Романа II
- Константин VIII (Κωνσταντίνος Η') (960-1028, владао 1025–1028) – син Романа II; сувладар са Василијем II, једини цар након братове смрти
- Зоја (Ζωή Α') (978–1050, владала 1028–1050) – ћерка Константина VIII
- Михајло IV Пафлагонац (Μιχαήλ Δ') (1010–1041, владао 1034–1041) – Зојин други муж
- Михајло V Калафат (Μιχαήλ Ε') (1015–1042, владао 1041–1042) – нећак Михаила IV, Зојин усвојен син
- Теодора (Θεοδώρα) (980–1056, владала 1042) – ћерка Константина VIII, сувладарица са Зое
- Константин IX Мономах (Κωνσταντίνος Θ') (1000–1055, владао 1042–1055) – Зојин трећи муж
- Теодора (Θεοδώρα) (владала 1055–1056) – враћена на престо